# Motycz Leśny
Motycz Leśny – wieś w Polsce położona w województwie lubelskim, w powiecie lubelskim, w gminie Konopnica.
W wyniku III rozbioru Polski, do którego doszło w 1795 roku, Motycz Leśny znalazł się na obszarze zaboru austriackiego. W 1809 wieś została włączona do Księstwa Warszawskiego. W 1815 znalazł się w Królestwie Kongresowym w zaborze rosyjskim.

Najcenniejszym terenem wskazywanym do ochrony prawnej jest dno doliny Ciemięgi pomiędzy Motyczem Leśnym i Kolonią Miłocin.
W spisie spisu powszechnym z roku 1921 miejscowość ujęta jako Motycz Leśna kolonia posiadała wówczas 24 domy i 167 mieszkańców
W latach 1975–1998 miejscowość administracyjnie należała do ówczesnego województwa lubelskiego. 
Wieś stanowi sołectwo gminy Konopnica. Według Narodowego Spisu Powszechnego z roku 2011 wieś liczyła 183 mieszkańców.
Wierni Kościoła rzymskokatolickiego należą do parafii Matki Bożej Anielskiej w Motyczu.